# Низигама, Алойс
Алойс Низигама (рунди и фр. Aloÿs Nizigama, род. 18 июня 1966 года) — бурундийский бегун на длинные дистанции. На олимпийских играх 1996 года занял 4-е место в беге на 10 000 метров. На Олимпиаде в Сиднее также бежал дистанцию 10 000 метров, на которой занял 9-е место с результатом 27.44,56.
В настоящее время владеет рекордом Бурунди в беге на 10 000 метров — 27.20,38, в беге на 10 километров по шоссе — 28.12 и в часовом беге — 20 354 метров.
На Стокгольмском марафоне 2005 года занял 9-е место с результатом 2:24.35.